# 時鐘機關之星
《時鐘機關之星》（日語：クロックワーク・プラネット）是一部由榎宮祐及暇奈椿共同創作的輕小說，插畫由茨乃負責。小說由講談社的講談社輕小說文庫出版，漫畫版於講談社《月刊少年天狼星》連載。

## 概要
本作由兩位作者「合作」而成，形式非常罕見。本作的創作靈感是來自機械時鐘，起因是榎宮祐老師在海外旅行時，偶然在免稅商店看見了精美的機械時鐘，便構思了世界基礎的架構並和暇奈椿老師各寫一組主角發展劇情，完成了這個特殊的作品。
本作是其中一位作者暇奈椿的出道作。
2015年12月宣布動畫化，並於2017年4月起播放。

## 故事簡介
——說來突兀，不過世界早就滅亡了。死亡後的地球，變成一切都是用齒輪與發條加以重現、再度建構的世界——「時鐘機關之星」。
見浦直人是個成績吊車尾的高中生，某一天突然有個黑色箱子墜落在他家裡，箱子裡頭是一具自動人偶少女。少女:「不過是一處故障，就被迫停止運轉兩百年，人類的智能恐怕還沒超越跳蚤的水準吧——？」
在崩毀與殘存之間來回反覆，被改造的世界與不變的人類，當理想與現實產生劇烈衝突之時，直人與機械少女琉紫，以及天才少女瑪莉與保鑣哈爾達的兩場相遇推動了命運的齒輪！

## 登場人物

### 主要人物
見浦直人（聲：南條愛乃）
本作其中一位主角。糺森高中的一年級生。
堅定不移的機械狂，對除了機械以外的事物毫無興趣。從小時候開始就對機械異常的感興趣，即使升到中學也沒有改變。
擁有「異常聽覺」，能聽到的範圍可達5公里之外、地下70000米深、波段可高於常人1500倍，能夠聽到5公里以外的腳步聲或是遠處房間內發生的聲音、以兆為單位的粒子齒輪的咬合聲也能夠準確的分辨出來。此外，能夠根據聲音分辨出區域裡的人數，齒輪轉速出現異常的場所。平時帶著一附有100%消音效果的綠色耳機，戴上耳機後聽力會變得跟一般人一樣，以防睡覺時過吵。正因為擁有這種天賦，直人才能於短短的三小時內修好了因故障而停止機能長達206年之久的琉紫，之後成為了琉紫的主人。
琉紫（聲：加隈亞衣）
本作其中一位主角。有毒舌機關，但本人似乎並不知道。
由時鐘技師「Y」在1,000年前所製作的自動人偶，Initial-Y系列的一號機，編號Initial-Y01。被賦予的至高命令是侍從者，因齒輪鬆動而被強制停止運動機能，但是依然有感覺器官能夠感覺到身邊發生的事情，且鬆動的齒輪處是依目前齒輪知識與工具是無法理解和發現，故障了206年。經直人的聽力發現並修復後脫離運動機能停止狀態，其後將直人登記為主人，並喜歡直人。自稱「Initial-Y系列中最弱的」，在姐妹之中是最不利於戰鬥的機體。
固有機能是虛數運動機關，可以啟動其能力——相對機動，啟動時能讓琉紫由實數時間跳轉到虛數時間（意思是在我們眼裡的1秒，其實在另一個時間軸內已過了一段時間），不過呆站著就會從世界永遠消失，使用後會使齒輪停止轉動，需再次上緊微發條；使用時原本身上的穿著會變成白色的婚紗。
主人認證為「作為『侍從者』發誓，直至這身齒輪壞掉停止運行的那一刻為止——時刻侍奉於見浦直人大人左右，獻上自己絕對的服從與忠誠。」
瑪麗·蓓爾·布列格（聲：大西沙織）
本作其中一位主角。
在許多著名的大學以優異的成績畢業，在學年齡是歷代中最年輕的13歲，亦是第1級時鐘技師。「無國境技師團」五大後援企業的其中之一，布列企業的總裁的女兒。
特別喜愛甜食，時常要自己的護衛哈塔準備巧克力。
在外人面前表現出強勢的一面，但是在無人的場所會露出少女的一面。此外，正義感很強。
有想要重現時鐘機關之星設計圖的夢想。
父親和姐姐也是世界一流的時鐘技師。
在京都破棄事件結束後轉入直人的班級就讀。
瓦伊尼·哈爾達（聲：松田健一郎）
本作其中一位主角。第2級時鐘技師。
原陸軍士兵，現在是瑪麗的秘書兼保鏢。其身上的機械化義肢為布列格公司的第8世代產品，但因磁化影響而拋棄。
身體已經完全義肢化，戰鬥能力非常的高，因此可以打碎軍用自動人偶。
非常關心瑪麗，時常提醒瑪麗要保持淑女形象。
身體看起來只有三、四十歲，但實際腦的年齡上有昂克兒稱呼老爺爺的程度。
在京都破棄事件結束後轉入直人的學校做了直人班級的老師。
昂克兒（聲：千本木彩花）
於第二卷登場的少女，由時鐘技師「Y」在1,000年前所製作的自動人偶，Initial-Y系列的四號機，編號Initial-Y04。
被賦予的至高命令是毀滅者。是Initial-Y系列唯一一部以兵器為目的所製作的自動人偶，擁有最強力的機動戰鬥力和武裝。
固有機能是永久運動機關，可發動其能力——絕對機動，能把從自動轉動的微發條能得到的能量，完全沒有損失地來讓機體驅動，本體的機能只是單純地「永久地持續運動」而已。能量會全部被變換成熱量，並保存在昂可兒的魔方之中，其的空間操作和武裝的容納、召喚全部都是利用這種無限熱量。
由於是以兵器為目的所製作，在沒有主人的狀態下，昂可兒會進行戰鬥力管理，限制是「不能殺傷人類」，並為了能夠找到合適的主人而擁有著自由意志。當找到合適的主人並進行主人認證後，昂可兒將不被允許擁有「自由意志」並會作為純粹的兵器而運作著，因為若讓主人以外的意志存在的話，作為「兵器」就不能成立，因此被設定為得到主人後就要失去意志。但其後因直人的命令，而重新許擁有「自由意志」。
主人認證的題目是「我是什麼人？」，而答案是「女孩子」。
昂可兒這個名字即是指「鎮壓者（Anchor）」，意味著用來穩定局勢的力量。

### 其他人物
Y
時鐘技師，也是個天才。在地球「死亡」後30年，以齒輪將地球所有機能再現。但到現在，時鐘機關之星的設計圖已經不知所終。僅僅利用齒輪就能讓地球所有機能再現，因此曾有人認為Y是神或是來自有著高知識的外星生命體。
Initial-Y系列的自動人偶亦是由他所製作，即使過了1000年也遠遠沒人能超越他的作品。
苦艾酒（聲：竹內良太、松田颯水（女性））
諜報員，身體和哈爾達一樣完全義肢化，戰鬥能力十分高。說話十分輕佻。和昂克兒戰鬥時用電波發送信，令直人他們知道昂克兒的位置。
由於被在昂克兒打敗前，因為有強烈的求生意識，被昂克兒認為是人類。被破壞得只剩下頭部（完全義肢化後只有頭部不是機械），並被昂克兒放在『武器庫』中。其後被瑪麗強行把頭安裝在玩賞用女性形自動人偶上。
經常吃菸並指抽起來很棒，但身體由於完全義肢化嚐不道菸的味道，被瑪麗質疑時，指出很棒不是菸的味道而是氣氛和感受。
杏仁酒
和苦艾酒同行的諜報員，身體完全義肢化。長時間作為諜報員，思想變得機械化，被昂克兒不認為是人類而殺死。
女巫酒
和苦艾酒同行的諜報員，完全義肢化並留有銀色短髮女性。長時間作為諜報員，思想變得機械化，被昂克兒不認為是人類而殺死。
星宮蓬子
第三卷出現。第2級時鐘技師。
日本的第一皇女，代理臥病在床的今上帝，一國的象徵。
在歐洲留學時結識瑪莉，兩人為摯友。左手腕戴著的白銀手錶，表面刻有細小不顯眼的「MARIE」字樣，是瑪莉送的禮物。
有極好的分析能力、意志，口才也好，曾憑話語讓琉紫屈服。可惜生於皇家，沒有政治權力，假使出生的時代不一樣，甚至只要不是出生在皇家，或許是能夠領導一國的人才。
配合恐怖份子(直人)的計畫擔當人質，讓『軍方』得到阻止內部抗爭的藉口，也延緩軍隊攻堅時間
棠溥
第四卷登場。由時鐘技師「Y」在1,000年前所製作的自動人偶，Initial-Y系列的三號機，編號Initial-Y03。被賦予的至高命令是搖動者。
在故事開始的二百年前曾被琉紫以「不懂自己的使命及契約」為由破壞（在可以修好的範圍內），之後被棠溥的新主人修好。棠溥新主人的身份是曾經操控昂克兒的『Ω』。
由於平日會無故用極限功率運轉，對跳躍距離的掌握甚至差於舊式的軍用自動人偶。同時棠溥沒有安裝戰鬥演算法。為本作已登場Initial-Y系列中身體機能最差的。另外棠溥可以令光穿過自己達到隱形的效果。
棠溥是一個共振破碎裝置。可以把接近的物件消滅，或間接共振破碎，間接共振破碎的射程和速度不高，連苦艾酒（玩賞用機械人）看到攻擊動作再迴避也綽綽有餘。攻擊的地方會留下獨特的結晶破壞痕跡及飄出光粒子。
固有機能是相變運動機關，可以啟動其能力——月歌繚亂，這能力使她能改變萬物的相位，她可以以空間共振、空間轉移來快速移動。也能化為波動，令任何人也無法觀測。能力發動期間會顯眼地發光，但本身沒有必要。
BezEL
Initial-Y系列的自動人偶，未正式登場，僅在第三卷由康納德的口中提到該存在。
按照康納德的說法，是康納德母國的王室，秘藏的自動人偶。
處於不會動的狀態。

## 用語

### 時鐘機關之星相關
時鐘機關之星
本作故事的舞台。由「Y」一個人所提出的構想，「Y」帶著龐大到誰都無法理解的資料，向世界宣示由無數齒輪所構成的設計圖。
原本地球仍是一顆活著的星球，但在1000年前地球突然滅亡，科學家們最後得出了「壽終正寢」的結論。其後地球慢慢地停止活動，在大約100年之間成為死亡星球。
現時的風、氣溫、重力等等都是由齒輪控制再現的。
在時鐘機關之星，城市内部有用發條裝置發動的列車、公車和無人計程車運行。但城市的齒輪之間須要保持旋轉，因此不存在經常連接的道路和鐵路。在城市之間移動的方法有很大的限制。城市之間的主要移動方法有乘搭飛機或使用「圓筒鐵路」。
圓筒鐵路
連接都市之間的鐵路。都市建立在直徑從幾公里到幾十公里不等的巨大齒輪上，巨大齒輪的每一齒上都步滿了無數的小洞，每一齒的直徑約為十公尺，當兩邊的洞對齊的瞬間，會將載有乘客和貨物的巨大圓筒射出。利用圓筒鐵路人們在一天之內會有數次的瞬間大量輸送，每當圓筒鐵路抵達，總站通常都會有大批人潮。
發射時產生的噪音，有如數千門大砲同時發射般發出刺耳尖銳的爆炸聲。雖然旅客用圓筒鐵路內部都設有隔音構造。但對於直人來說還是會造成不適。
電磁技術
時鐘機關之星建造之前就有的技術。在故事中有法例監管，嚴禁使用及研究。但實際上不少國家有私底下製造電磁武器，作為保護國家或攻擊他國的最終手段。
電磁技術之所以被禁，是因為電磁技術的電磁波會令時鐘機關之星的零件磁化，磁化後的零件會變成磁鐵，失去原來的功用。
磁化的物件可以用高溫加熱消磁。Initial-Y系列的自動人偶會在磁化後自動加熱消磁，但受熱能力不高的機體可能有小部分的損傷。　
其他的消磁方法有強烈撞擊和強的變化電流。強烈撞擊有機會破壞零件，電也被法例監管，所以兩者在時鐘機關之星皆不是好的消磁方法。

### 鐘錶技師相關
時鐘技師 
在本作的世界中僅有2億人。最初所有人都是從「3級」開始，在現場的洗禮中升格為「2級」。「1級」是千錘百煉的的技術者，需要將才能和經驗兩方面納入手中才達到。
1級時鐘技師因為熟知各種機械身體和自動人偶的結構，可以用手邊的螺絲起子讓全身義體士兵機能癱瘓，及用0.2125秒入侵自動人偶的射控裝置搶奪控制權。1級時鐘技師對上它們時有絕對有優勢。
無國境技師團
瑪麗所屬的國際組織，目的是為了保護和維護星球的運行機制。世上僅有的6305名一級時鐘技師中超過半數的人都在其中，在世界各地排除齒輪故障。
本身一個非營利性組織，但是有著五大企業作為後援資助。
學院
無國境技師團經營的時鐘技師專業學校，可以說是通往第一級時鐘技師登龍門的專業學院。通常必須要有二級的資質才有資格入學，但若有兩名現役的第一級時鐘技師推薦，就可以作為特待生入學。
連接設計師
連接設計師能夠把本來不同規格的零件組合，統一規格的自動人偶不能隨意更換內在的零件，需要考慮功率，強度，性能甚至性質的不同，才可把不同規格的零件組合，是一項十分細膩和困難的工作。
他們擅長對自動人偶客製化的工作，和對舊自動人偶的維修。一般城市對這方面的需求不高，但對於充滿犯罪者的國家，他們需要各種改造品或者是模仿品。這些國家成為了連接設計師大展拳腳的地方。
熟練的連接設計師熟知自動人偶骨骼的結構，只用眼看就能知道自動人偶骨骼結構上那裡出現問題。另外，骨骼的結構不會發出聲音，直人的聽力也無法分辨人偶骨骼結構上的問題。
一般的時鐘技師認為，學習組合不相容的零件，不如學習從頭設計，而不會學習有關連接設計師的技術。連1級時鐘技師也只有少數人了解連接設計師的工作，因此頂尖的連接設計師少之又少。

### 其他用語
Initial-Y系列
Y於1000年前製作的自動人偶，是Y死後留下的遺產，分佈在世界各處，Y系列自動人偶在限定條件下可以發揮出淩駕於其它人偶的力量。
Y系列自動人偶均有自己的固有機能：
琉紫：「虛數運動機關」。
昂克兒：「永久運動機關」。
堂溥：「相變運動機關」。
Y系列自動人偶都被賦予了至高命令：
琉紫：侍從者。
昂克兒：毀滅者。
棠溥：搖動者。
Automata·Fan
針對自動人偶〈Automata〉愛好家發售的月刊情報雜誌。直人的愛書，是一本詳細解說業界內最新技術動向的專業雜誌。

## 出版書籍

### 小說
| 卷數 | 講談社         | 講談社                 | 東立出版社                  | 東立出版社                                   | 封面人物 |
| 卷數 | 發售日期       | ISBN                   | 發售日期                    | 通常版 ISBN／限定版 EAN                      | 封面人物 |
| ---- | -------------- | ---------------------- | --------------------------- | -------------------------------------------- | -------- |
| 1    | 2013年4月2日   | ISBN 978-4-06-375293-9 | 2014年1月27日               | ISBN 978-986-348-102-7 EAN 471-094-554-311-6 | 琉紫     |
| 2    | 2013年11月29日 | ISBN 978-4-06-375348-6 | 2014年5月22日               | ISBN 978-986-348-857-6 EAN 471-094-554-340-6 | 昂克兒   |
| 3    | 2014年10月31日 | ISBN 978-4-06-381415-6 | 2015年3月31日               | ISBN 978-986-382-940-9 EAN 471-094-554-574-5 | 昂克兒   |
| 4    | 2015月12月29日 | ISBN 978-4-06-381508-5 | 2016年5月30日 2016年5月23日 | ISBN 978-986-470-161-2 EAN 471-094-554-798-5 | 棠溥     |

### 漫畫
| 卷數 | 講談社         | 講談社                 | 東立出版社     | 東立出版社             | 封面人物                                 |
| 卷數 | 發售日期       | ISBN                   | 發售日期       | ISBN                   | 封面人物                                 |
| ---- | -------------- | ---------------------- | -------------- | ---------------------- | ---------------------------------------- |
| 1    | 2014年2月7日   | ISBN 978-4-06-376445-1 | 2014年12月1日  | ISBN 978-986-365-582-4 | 琉紫                                     |
| 2    | 2014年10月31日 | ISBN 978-4-06-376487-1 | 2015年4月15日  | ISBN 978-986-365-583-1 | 直人                                     |
| 3    | 2015年3月9日   | ISBN 978-4-06-376529-8 | 2015年7月8日   | ISBN 978-986-431-125-5 | 瑪麗                                     |
| 4    | 2015年9月9日   | ISBN 978-4-06-376571-7 | 2015年12月8日  | ISBN 978-986-462-199-6 | 哈爾達                                   |
| 5    | 2016年3月9日   | ISBN 978-4-06-390611-0 | 2016年6月29日  | ISBN 978-986-470-116-2 | 昂克兒                                   |
| 6    | 2017年1月6日   | ISBN 978-4-06-390674-5 | 2017年8月30日  | ISBN 978-986-482-704-6 | 苦艾酒                                   |
| 7    | 2017年4月7日   | ISBN 978-4-06-390694-3 | 2017年11月30日 | ISBN 978-986-486-142-2 | 星宮蓬子                                 |
| 8    | 2017年9月8日   | ISBN 978-4-06-390729-2 | 2018年7月20日  | ISBN 978-986-486-862-9 | 琉紫                                     |
| 9    | 2018年3月9日   | ISBN 978-4-06-511021-8 | 2019年2月18日  | ISBN 978-957-260-913-2 | 棠溥                                     |
| 10   | 2018年10月9日  | ISBN 978-4-06-513057-5 | 2021年3月25日  | ISBN 978-957-26-2114-1 | 琉紫、哈爾達、昂克兒、直人、瑪麗、苦艾酒 |

## 電視動畫
2017年4月6日起，於TBS、BS-TBS電視台播出。

### 製作人員
- 原作：榎宮祐、暇奈椿
- 監督：長澤剛
- 系列構成：杉原研二
- 角色設計：島村秀一
- 機械設計：寺岡賢司
- 道具設計：原由知
- 世界觀設定：末武康光、枝松聖
- 美術設計：久保田正廣
- 美術監督：甲斐政俊
- 色彩設定：水野多惠子
- 3DCG：船越勇貴
- 攝影監督：武原健二
- 編輯：松村正
- 音響監督：本山哲
- 音樂：兼松眾、中村巴奈重、中野香梨、寶野聰史
- 動畫製作：XEBEC

### 主題曲
片頭曲「clockwork planet」
作詞、作曲、編曲：八木沼悟志，主唱：fripSide
片尾曲
作詞、作曲、編曲：Mafumafu，主唱：After the Rain

### 各話列表
| 話數   | 日文標題 | 中文標題             | 劇本     | 分鏡            | 演出                | 作畫監督                                       | 改編原作小說 |
| ------ | -------- | -------------------- | -------- | --------------- | ------------------- | ---------------------------------------------- | ------------ |
| 第1話  |          | 命運的齒輪           | 杉原研二 | 吉川博明        | 川崎豐              | 島村秀一、青鉢芳信                             | 第1卷        |
| 第2話  |          | 大支柱崩落           | 杉原研二 |                 |                     | 小澤圓、細田沙織 平野繪美、川村敏江            | 第1卷        |
| 第3話  |          | 真正面突破           | 青島崇   | 吉川博明        | 大西健太            | 西田美彌子、謝宛倩                             | 第1卷        |
| 第4話  |          | 虛數運動機關         | 鴻野貴光 | 吉川博明        | 筑紫大介            | 青鉢芳信、松本昌代 山田哲郎、齊藤大介          | 第1卷        |
| 第5話  |          | 毀滅者               | 杉原研二 | 吉川博明        | 川崎豐              | 江面久、鳥宏明                                 | 第2卷        |
| 第6話  |          | 大深度地下層         | 鴻野貴光 | 博多正壽        | 上田茂              | 竹谷今日子、加藤初重                           | 第2卷        |
| 第7話  |          | 首都襲擊             | 青島崇   |                 | 日下直義            | 野本正幸                                       | 第2卷        |
| 第8話  |          | 電磁式機動兵器八束脛 | 鴻野貴光 | 博多正壽        | 高橋順              | 江面久、金海淑                                 | 第3卷        |
| 第9話  |          | 空前絕後的犯罪       | 青島崇   |                 | 大西健太 佐佐木達也 | 都竹隆治、謝宛倩 片岡惠美子、 杉山直輝         | 第3卷        |
| 第10話 |          | 連接自動人偶之人     | 鴻野貴光 | 吉川博明        | 安藤貴史            | 川村敏江、平野繪美 北條直明、杉本幸子 細田沙織 | 第3卷        |
| 第11話 |          | 天才的理論           | 青島崇   | 吉川博明 長澤剛 | 千葉孝幸            | 櫻井木之實、飯泉俊臣 坪田慎太郎                | 第3卷        |
| 第12話 |          | 終焉機動             | 杉原研二 | dojag-a-gen     | 日下直義            | 野本正幸、勝亦祥視                             | 第3卷        |

### BD&DVD
| 卷數 | 發行日期       | 收錄話數       | 規格編號  | 規格編號  | 規格編號  | 規格編號  |
| 卷數 | 發行日期       | 收錄話數       | BD限量版  | BD普通版  | DVD限量版 | DVD普通版 |
| ---- | -------------- | -------------- | --------- | --------- | --------- | --------- |
| 1    | 2017年6月21日  | 第1話、第2話   | GNXA-1981 | GNXA-1991 | GNBA-2641 | GNBA-2651 |
| 2    | 2017年7月21日  | 第3話、第4話   | GNXA-1982 | GNXA-1992 | GNBA-2642 | GNBA-2652 |
| 3    | 2017年8月23日  | 第5話、第6話   | GNXA-1983 | GNXA-1993 | GNBA-2643 | GNBA-2653 |
| 4    | 2017年9月21日  | 第7話、第8話   | GNXA-1984 | GNXA-1994 | GNBA-2644 | GNBA-2654 |
| 5    | 2017年10月25日 | 第9話－第10話  | GNXA-1985 | GNXA-1995 | GNBA-2645 | GNBA-2655 |
| 6    | 2017年11月22日 | 第11話－第12話 | GNXA-1986 | GNXA-1996 | GNBA-2646 | GNBA-2656 |

## 外部連結
- 少年天狼星 官方網站 | 時鐘機關之星 | 作品介紹 | 講談社COMIC PLUS （页面存档备份，存于）（日語）
- 東立版小說時鐘機關之星試閱系列：3卷試閱 （页面存档备份，存于）、4卷試閱 （页面存档备份，存于）、（中文）
- 電視動畫《時鐘機關之星》 | TBS電視台 （页面存档备份，存于）（日語）
- 電視動畫《時鐘機關之星》 | TBS頻道專頁 （页面存档备份，存于）（日語）
- 電視動畫《時鐘機關之星》的X（前Twitter）（日語）